# Cordulagomphinae
Sous-famille
Les Cordulagomphinae sont une sous-famille fossile de libellules de la famille des Proterogomphidae. 

## Classification
La sous-famille des Cordulagomphinae est décrite en 1990 par les paléontologues Carle (d) et Wighton (d),.
En 2023 selon Paleobiology Database, c'est la seule sous-famille connue et référencée de la famille des Proterogomphidae qui comporte également deux genres non inclus.

### Fossiles
Selon Paleobiology Database en 2023, cette sous-famille a onze collections référencées du Crétacé, neuf collections du Brésil, une de Chine, une du Royaume-Uni.

## Liste d'espèces
- †Cordulagomphus Carle & Wighton, 1990 - genre type
- †Cratogomphus Bechly, 2010
- †Liaoninglanthus Chang & Sun, 2006
- †Paracordulagomphus Bechly, 2010
- †Pauciphlebia Bechly, 2010

### Publication originale
- (en) Frank Louis Carle et Dennis C. Wighton, « Chapitre 3 - Odonata » p. 51-68 in David A. Grimaldi et al., « Insects from the Santana Formation, Lower Cretaceous, of Brazil », Bulletin of the American Museum of Natural History, New York, no 195,‎ 1990, p. 1-191 (ISSN 0003-0090, lire en ligne, consulté le 30 août 2023).